# Dynastes paschoali
O besouro-hércules-da-mata-atlântica é um inseto da ordem Coleoptera e da família Scarabaeidae, subfamília Dynastinae, cientificamente denominado Dynastes paschoali e outrora considerado uma subespécie do besouro-hérculesː Dynastes hercules paschoali; um tipo de escaravelho, besouro-de-chifre ou besouro-rinoceronte cujo habitat atual é endêmico das áreas de clima tropical da Mata Atlântica do Brasil e tornando-se uma espécie independente de Dynastes hercules (Linnaeus, 1758), em sua distribuição geográfica, graças a um estudo publicado em 2017 por J.P. Huangː The Hercules beetles (subgenus Dynastes, genus Dynastes, Dynastidae): a revisionary study based on the integration of molecular, morphological, ecological, and geographic analyses. A espécie fora descrita por Grossi & Arnaud, em 1993, sendo também questionado o seu estatuto taxonômico como subespécie de D. hercules já em 2008. O significado da palavra Hércules, usado em sua nomenclatura vernácula, em latim, foi dado em homenagem ao herói da mitologia grega e derivado da espécie tipo descrita por Lineu, sendo este o filho de Júpiter.

## Distribuição geográfica e conservação
Na região neotropical, Dynastes paschoali tinha maior distribuição geográfica pela região nordeste e sudeste do Brasil, já sendo ilustrada por viajantes holandeses durante o século XVII, muito provavelmente vindos para Pernambuco, existindo também evidências que espécimes eram coletados ao redor da cidade do Rio de Janeiro durante o século XIX; se tornando agora restrita a poucas localidades do sul da Bahia e Espírito Santo, em áreas abaixo dos 150 metros de altitude. Em 2018 foi relatada como espécie quase ameaçada (NT) no Livro Vermelho da Fauna Brasileira Ameaçada de Extinção, publicado pelo ICMBio; em 2017 como espécie vulnerável (VU) na Lista Oficial das Espécies da Fauna Ameaçadas de Extinção do Estado da Bahia; outrora classificada como criticamente em perigo (CR) na Lista de Espécies Ameaçadas de Extinção no Espírito Santo, em 2005.

## O gêneroDynastes
Antes do ano de 2017 o besouro-hércules possuía diversas subespécies que foram divididas em espécies diferentes por J.P. Huangː Dynastes moroni Nagai, 2005; Dynastes bleuzeni Silvestre and Dechambre, 1995; Dynastes ecuatorianus Ohaus, 1913; Dynastes lichyi Lachaume, 1985; Dynastes morishimai Nagai, 2002; Dynastes occidentalis Lachaume, 1985; Dynastes paschoali Grossi and Arnaud, 1993; Dynastes reidi Chalumeau, 1977; Dynastes septentrionalis Lachaume, 1985; Dynastes trinidadensis Chalumeau and Reid, 1995. Estudo este corroborado pelo iNaturalist (Taxonomic Split 74575). Seus taxa são predominantes nas florestas tropicais montanhosas e de planície do lado Pacífico da cordilheira dos Andes até a bacia do rio Amazonas, sendo Dynastes paschoali a espécie continental mais isolada das demais.

## Descrição
Este gênero se encontra dentre os maiores besouros extantes, podendo chegar até pouco mais de 18 centímetros de comprimento, sendo mais da metade desta medição alcançada pelos descomunais cornos, em forma de pinças curvas e pubescentes, principalmente a superior, que os machos carregam na parte frontal do protórax e no topo de suas cabeças; apresentando dimorfismo sexual aparente, com suas fêmeas mais discretas, castanhas e desprovidas de tais projeções. O macho é capaz de mudar de cor com a umidade; na baixa umidade os seus élitros são amarelos ou verde-oliva, mas em alta umidade são negros, devido à alteração na refração da luz que neles incide.

## Biologia
Os adultos voam ao crepúsculo ou durante a noite e o pico de sua atividade ocorre pouco antes do amanhecer, podendo ser atraídos pela luz; embora seu voo não seja tão eficiente quanto o de outros insetos. As larvas de Dynastes residem na madeira em decomposição, da qual se alimentam, sendo esta fornecida pelas árvores caídas ao solo; enquanto os indivíduos adultos são vistos escondidos na vegetação e no solo da floresta, sob a cobertura de folhas úmidas, sendo predominantemente frugívoros. São solitários e seus machos são territoriais e combativos durante a época de acasalamento, afastando os outros machos de suas fêmeas; os levantando entre os cornos cefálico e protorácico o mais alto possível e jogando-os abaixo; com estudos sugerindo que eles possam levantar mais de 850 vezes o seu próprio peso corporal. Também possuem a capacidade de produção de um som estridulatório e de um odor desagradável para dissipar ameaças de predação.

## Uso humano
Além de sua popularidade como animal de criação doméstica, no caso do adulto, com um ciclo de vida total de cerca de três anos, as larvas de espécies de Dynastes foram indicadas como sendo apreciadas por povos ameríndios como alimento; fato descrito por Johann Moritz Rugendas, no início do século XIX, quando esteve no Brasil.